# 纳格拉
纳格拉（Nagla），是印度北阿坎德邦Udham Singh Nagar县的一个城镇。总人口22944（2001年）。

## 人口
该地2001年总人口22944人，其中男性12655人，女性10289人；0—6岁人口2714人，其中男1428人，女1286人；识字率70.48%，其中男性为78.26%，女性为60.92%。